# The Harsh Light of Day (álbum)
The Harsh Light of Day es el tercer álbum de estudio de la banda estadounidense Fastball, publicado en septiembre del año 2000 por la discográfica Hollywood Records. Contiene el sencillo "You're an Ocean," el cual pasó 8 semanas en la lista Billboard Bubbling Under y alcanzó la posición #101 a finales del 2000.

## Lista de canciones
1. «This Is Not My Life» (Miles Zuniga) - 3:00
2. «You're an Ocean» (Tony Scalzo) - 3:17
3. «Goodbye» (Zuniga) - 3:13
4. «Love Is Expensive and Free» (Scalzo) - 3:02
5. «Vampires» (Zuniga) - 3:10
6. «Wind Me Up» (Scalzo, Zuniga) - 3:59
7. «Morning Star» (Scalzo) - 3:59
8. «Time» (Zuniga) - 3:16
9. «Dark Street» (Zuniga) - 3:28
10. «Funny How It Fades Away» (Scalzo) - 4:08
11. «Don't Give Up On Me» (Zuniga) - 3:33
12. «Whatever Gets You On» (Zuniga, Groves) - 4:06

### Bonus tracks
1. «The Way» (Scalzo)(en vivo)
2. «Emotional» (Zuniga)
3. «Love Doesn’t Kill You» (demo)(Scalzo)

## Créditos
- Tony Scalzo - voz, bajo, teclados, guitarra
- Miles Zuniga - voz, guitarra
- Joey Shuffield - batería, percusión